# 26855 Yasukohasegawa
26855 Yasukohasegawa è un asteroide della fascia principale. Scoperto nel 1992, presenta un'orbita caratterizzata da un semiasse maggiore pari a 2,915797 UA e da un'eccentricità di 0,161500, inclinata di 5,527702° rispetto all'eclittica. Ha un diametro di 9,243 km.